# Chevage
Le chevage, ou chefferie, selon Jean Favier, est une « redevance spécifique payée par le serf à son seigneur ». Chaque année, à date fixe, il doit s'acquitter d'une taxe personnelle apportée à son maître en un lieu précis sous la forme d'une petite pièce de monnaie. « Le paiement du chevage est considéré comme la preuve principale et indiscutable du servage. Parce que récognitif du servage, il est tenu pour particulièrement humiliant ».
Le mot semble aussi avoir été utilisé pour une somme d'argent donnée annuellement à un homme de pouvoir, pour son patronage et sa protection, comme à leur seigneur.
Dans le premier sens, Edward Coke (1552-1634) a observé qu'il subsistait encore de son temps au pays de Galles une sorte de chevage, appelé amabyr, payé au prince de Galles pour le mariage de ses filles, anciennement par tous, et à l'époque de Coke, seulement par certains.
William Lambarde (1536-1601) a expliqué que quand les Juifs étaient autorisés à vivre en Angleterre, ils payaient le chevage ou l'argent du scrutin, soit trois pence par personne, payés à Pâques.